# 张秋桥
张秋桥（1920年9月—2010年11月），山东省菏泽市巨野县人，中国共产党、原中国人民解放军总政治部宣传部副部长，“四人帮”之一张春桥的弟弟。

## 生平

### 早年生涯
先后在开封上初小、济南上高小，在私立齐光中学、济南省立高中读书。1937年12月到延安，在陕北公学学习。1938年3月加入中国共产党，进入中央宣传部速记训练班、中央组织部党员训练班学习。学成后在中央组织部秘书处、中央政治局秘书处任秘书，后任罗荣桓元帅秘书。1938年11月，随罗荣桓率领的八路军115师主力部队东进山东。

### 抗战期间
抗日中后期至第二次国共内战时期，先后任115师《战士报》1、4版主编兼记者组长，滨海军区《民兵报》主编，鲁南军区《前进报》社长，《津浦前线版》社长，鲁中南军区宣传部长兼《前卫报》社长。

### 人民共和国时期
中华人民共和国建立后，先后任中央军委《八一杂志》社副总编辑，《解放军报》记者处长、副总编辑、社党委第一副书记，总政治部宣传部副部长。文革期间，任军报副总编辑。1976年10月6日，四人帮被逮捕，张秋桥因为其兄关系接受了数年的审查。1984年底离休。2010年因病逝世。

## 著作
- 《但求屹立天地间》 2005 年出版 长征出版社（张秋桥回忆录）

《但求屹立天地间——张秋桥回忆录第二部》，2010年5月第一次印刷，其本人自己出版。